# Svenska teckningslärarsällskapet
Svenska teckningslärarsällskapet bildades 1884. År 1917 uppgick det som lokalförening i Teckningslärarnas Riksförbund.